# Tarachina transvaalensis
Tarachina transvaalensis es una especie de mantis de la familia Iridopterygidae.

## Distribución geográfica
Se encuentra en Zimbabue y Transvaal.